# Elezioni parlamentari in Etiopia del 2005
Le elezioni parlamentari in Etiopia del 2005 si tennero il 15 maggio per il rinnovo della Camera dei rappresentanti dei popoli.

## Risultati
| Liste | Seggi |
| --- | ----- |
| Fronte Democratico Rivoluzionario del Popolo Etiope - Fronte Popolare di Liberazione del Tigrè - Movimento Democratico Nazionale Amhara - Organizzazione Democratica del Popolo Oromo - Movimento Democratico dei Popoli del Sud Etiopia    | 327   |
| Coalizione per l'Unità e la Democrazia - Partito dell'Unità di Tutta l'Etiopia - Partito Democratico Etiope Unito - Lega Democratica Etiope - Movimento per la Democrazia e la Giustizia Sociale                                            | 109   |
| Forze Democratiche Etiopi Unite - Partito Federale Social Democratico Etiope - Partito dell'Unità Democratica Etiope - Congresso Nazionale Oromo - Coalizione Democratica dei Popoli del Sud Etiopia - Organizzazione del Popolo All-Amhara | 53    |
| Partito Democratico del Popolo Somalo | 24    |
| Movimento Democratico Federalista Oromo | 11    |
| Fronte di Unità Democratica del Popolo del Benisciangul Gumus | 8     |
| Partito Democratico Nazionale Afar | 8     |
| Movimento Democratico del Popolo di Gambella | 3     |
| Organizzazione Democratica Nazionale Argobba | 1     |
| Lega Nazionale Hareri | 1     |
| Organizzazione Democratica Unita dei Popoli di Sheko e Mezenger | 1     |
| Altri | 1     |
| Totale | 546   |